# 大开腹蛤
大开腹蛤（学名：Eufistulana grandis），是海螂目开腹蛤科Eufistulana属的一种。主要分布于中国大陆、台湾，常栖息在潮间带至潮下带。